# Ратій Валерій Федорович
Вале́рій Фе́дорович Раті́й (нар. 1940, с. Троїцьке, Шевченківський район Харківської області) — український механізатор, кавалер орденів Трудової Слави III ступеня та «Знак Пошани», заслужений працівник сільського господарства України (1993), почесний громадянин Шевченківського району Харківської області.

## З життєпису
Валерій Ратій народився 1940 року у селі Троїцьке, Шевченківський район (тепер — Куп'янський район) Харківської області в хліборобській родині.
Після проходження служби в Радянській армії повернувся до рідного села, працював механізатором колгоспів «Україна» та імені Фрунзе (всі — Шевченківський район Харківської області, де став передовим механізатором. Все життя присвятив сільськогосподарському виробництву, вирощував рекордні врожаї зернових та технічних культур. Мав високі показники результативності роботі та сумлінним робітником.
Станом на 1993 рік працював механізатором одного з колективних сільськогосподарських підприємств у Шевченківському районі Харківської області вже незалежної України.
Валерій Ратій став прикладом для інших працівників сільськогосподарської галузі, в першу чергу, для нового покоління.
За вагомі досягнення у вирощуванні сільськогосподарської продукції нагороджений орденами Трудової Слави та «Знак Пошани» СРСР, йому присвоєні звання заслуженого працівника сільського господарства України та почесного громадянина Шевченківського району Харківської області.
Станом на 2017 рік перебував на пенсії і проживав у с. Троїцькому Шевченківського району (тепер — Куп'янського району) Харківської області.

## Нагороди та відзнаки
- Орден Трудової Слави III ступеня
- Орден «Знак Пошани»
- Заслужений працівник сільського господарства України (1993)[1]
- почесний громадянин Шевченківського району Харківської області